# Dziewule (stacja kolejowa)
Dziewule – kolejowy przystanek osobowy we wsi Dziewule, w województwie mazowieckim, w powiecie siedleckim, w gminie Zbuczyn, położony w km 107,220 na linii kolejowej nr 2.

## Historia
Jeszcze jako stacja kolejowa Dziewule zostały przebudowane podczas modernizacji linii kolejowej E 20 w 2007 roku. W roku 2014 od podstaw zbudowano tu nastawnię. Od 2023 roku po przekształceniach strukturalnych, 700 metrów na wschód od przystanku funkcjonuje stacja techniczna Dziewule. Sterowanie odbywa się z Lokalnego Centrum Sterowania w Łukowie. 

## Ruch pasażerski[9]
| Rok  | Wymiana pasażerska na dobę |
| ---- | -------------------------- |
| 2017 | 300-399                    |
| 2018 | 300-499                    |
| 2019 | 200-299                    |
| 2020 | 150-199                    |
| 2021 | 300-499                    |
| 2022 | 300-499                    |
| 2023 | 300-499                    |